# عماد مهذبی
عماد مهذبی (عربی: عماد المهذبى؛ زادهٔ ۲۲ مارس ۱۹۷۶) یک بازیکن فوتبال اهل تونس است.
وی همچنین در تیم ملی فوتبال تونس بازی کرده‌است.